# Tedong
A Tedong (hangul: 대동강, Tedonggang, handzsa: 大同江, RR: Taedonggang) az egyik legjelentősebb folyó Észak-Koreában, amely a Rangnim hegységben ered, az ország északi részén, Dél-Hamgjong (Hamgyong) tartományban. A Tedong (Taedong) keresztülhalad a fővároson, Phenjanon is. 439 km után torkollik bele a Sárga-tengerbe, Nampho (Nampo) városánál.